# Nu Pavonis
Ne doit pas être confondu avec NU Pavonis.
Désignations
Nu Pavonis (en abrégé ν Pav) est une possible étoile triple de la constellation australe du Paon. Elle est visible à l'œil nu avec une magnitude apparente d'environ 4,6. D'après la mesure de sa parallaxe annuelle par le satellite Gaia, le système est distant d'environ ∼ 443 a.l. (∼ 136 pc) de la Terre. Il s'éloigne du Système solaire à une vitesse radiale de +17 km/s. Il est possiblement membre du groupe mouvant de Wolf 630, une association d'étoiles partageant un mouvement commun dans l'espace.
La composante principale, désignée Nu Pavonis A, est une binaire spectroscopique à raies simples dont les deux étoiles tournent l'une autour de l'autre avec une orbite circulaire d'une période de 1,71 jour. Elles sont trop proches pour pouvoir être résolues individuellement, mais on sait qu'elles exercent un effet de marée significatif l'une sur l'autre. Sa composante visible est classée comme une géante bleue de type spectral B7III. Cela implique qu'il s'agirait d'une étoile relativement évoluée, mais en réalité elle est probablement sur la séquence principale. Une émission de rayons X a été détectée en provenance de la paire. Nu Pavonis A est une étoile de type B à pulsation lente (SPB) dont la magnitude apparente varie entre 4,60 et 4,64 selon une période de 0,855 84 jour (20,54 h). Cette variabilité a été découverte lors de l'analyse de la photométrie du satellite Hipparcos.
La troisième étoile du système, Nu Pavonis B, est un compagnon visible de magnitude 13,7 qui est probablement une étoile de la pré-séquence principale. Elle est située à une séparation angulaire de 3,1 de Nu Pavonis A. On estime que l'étoile ne fait que 15 % la masse du Soleil et que sa température de surface est de 3 192 K. C'est également une source de rayons X connue.